# Christine Louise de Oettingen-Oettingen
Christine Louise de Oettingen-Oettingen (20 martie 1671 – 3 septembrie 1747) a fost Ducesă de Brunswick-Lüneburg. Ea a fost bunica maternă a împărătesei Maria Tereza a Austriei, reginei Elisabeth Christine a Prusiei, reginei Juliane Marie a Danemarcei și Norvegiei și a Țarului Petru al II-lea al Rusiei și străbunica reginei Maria Antoaneta a Franței, Țarului Ivan al VI-lea al Rusiei și a Ducelui Francisc de Saxa-Coburg-Saalfeld.

## Biografie
Christine Louise a fost a treia fiică a lui Albert Ernest I, Prinț de Öttingen și a Ducesei Christine Friederike de Württemberg (fiica lui Eberhard al III-lea, Duce de Württemberg).

## Familie
În 1690, la Aurich, Christine Louise s-a căsătorit cu Ludwig Rudolf, Duce de Brunswick-Lüneburg, fiul cel mic al lui Anthon Ulrich, Duce de Brunswick-Lüneburg. Ei au avut următorii copii care au atins vârsta adultă:
- Elisabeta Cristina de Brunswick-Wolfenbüttel (1691–1750), căsătorită cu împăratul Carol al VI-lea
- Charlotte Christine de Brunswick-Lüneburg (1694–1715), căsătorită cu Țareviciul Alexei Petrovici al Rusiei, fiul țarului Petru cel Mare
- Antoinette Amalie de Brunswick-Wolfenbüttel (14 aprilie 1696 – 6 martie 1762), căsătorită cu Ducele Ferdinand Albert II de Brunswick-Lüneburg

Printre descendenții lui Christine Louise se includ monarhii: George al V-lea al Regatului Unit, Nicolae al II-lea al Rusiei,  Wilhelm al II-lea al Germaniei, Franz Joseph al Austro-Ungariei, Victor Emanuel al III-lea al Italiei, Albert I al Belgiei, Ferdinand I al României, Ferdinand I al Bulgariei, precum și actualii monarhi ai Spaniei, Danemarcei, Suediei, Norvegiei și Liechtenstein.